# Dancing Barefoot (album)
Dancing Barefoot je sólové album českého hudebníka Ivana Krále a jeho skupiny Bang Bang Band, vydané v roce 1999. Album obsahuje nově nahrané písně, které napsal pro nebo s různými hudebníky během sedmdesátých a osmdesátých let. Je tady tak například „Dancing Barefoot“, kterou napsal společně se zpěvačkou Patti Smith, nebo „Bang Bang“, jejímž spoluautorem je Iggy Pop. Album bylo nahráno na podzim 1998.

## Seznam skladeb
| Pořadí         | Název                                  | Autor               | Délka |
| -------------- | -------------------------------------- | ------------------- | ----- |
| 1.             | Pumpin' for Jill                       | Ivan Král, Iggy Pop | 3:49  |
| 2.             | Houston Is Hot                         | Král, Pop           | 5:05  |
| 3.             | Bang Bang                              | Král, Pop           | 3:13  |
| 4.             | Love and Crisis                        | Král                | 3:30  |
| 5.             | Falling for You                        | Král                | 2:54  |
| 6.             | Stop Breaking                          | Král                | 4:14  |
| 7.             | Buttons                                | Král                | 3:22  |
| 8.             | Tooth for Truth                        | Král                | 3:48  |
| 9.             | Moni                                   | Král                | 2:41  |
| 10.            | P.S. I Feel For You "Dancing Barefoot" | Král, Patti Smith   | 3:55  |
| 11.            | White Socks                            | Král                | 4:47  |
| 12.            | Pleasure                               | Král, Pop           | 3:18  |
| 13.            | Perfect Lie                            | Král                | 4:40  |
| Celková délka: | Celková délka:                         | Celková délka:      | 50:04 |

## Obsazení
Ivan Kral & Bang Bang Band
- Ivan Král – zpěv, kytara, baskytara, harmonika, slide guitar
- Ed Zawadzki – kytara
- Martin Kreuzberg – bicí, konga, perkuse
- Ivo Pospíšil – ostatní nástroje

Ostatní
- Honza Křížek – syntezátor
- Milan Cimfe – klávesy, baskytara